# Ernst Sylvius von Prittwitz

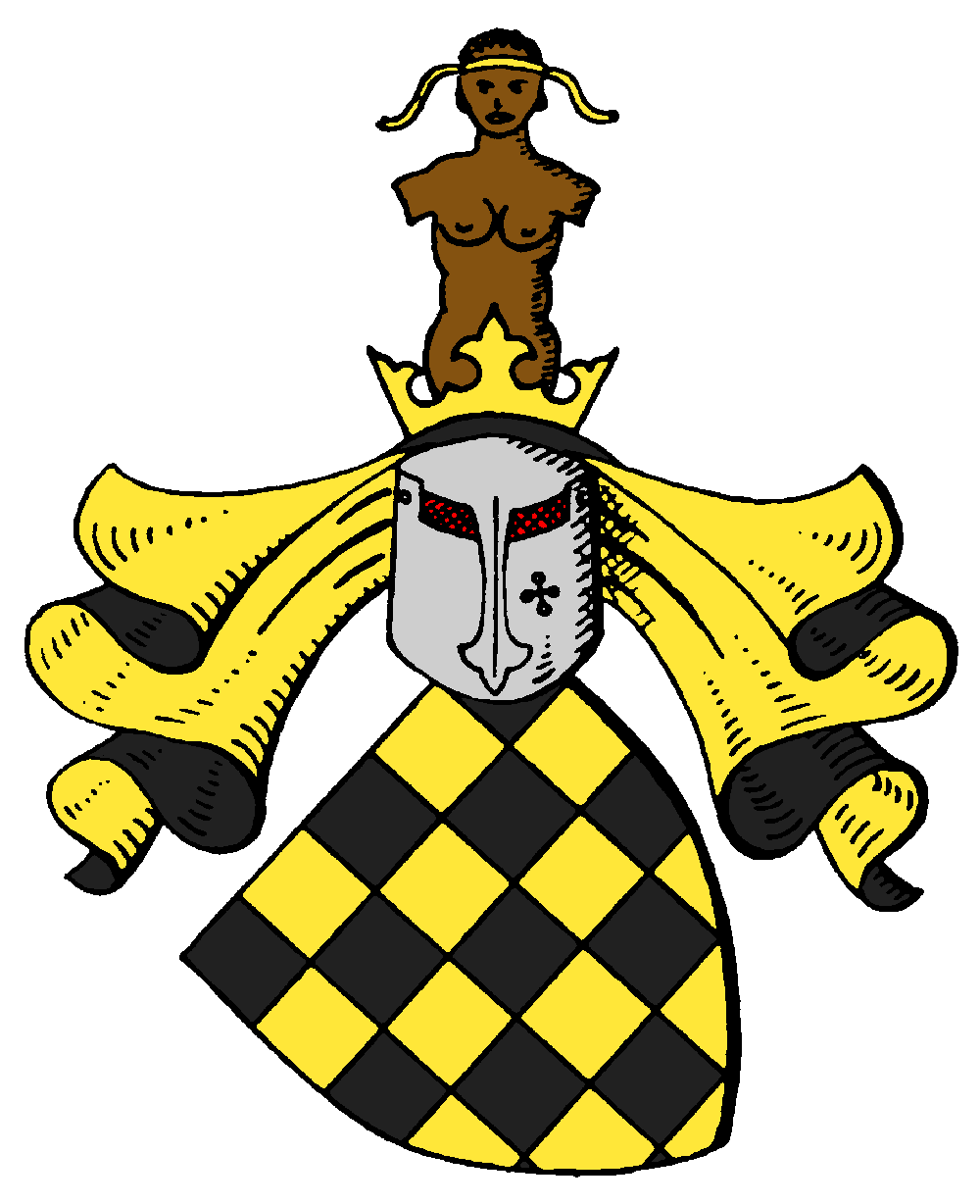
Das Wappen der Familie von Prittwitz und Gaffron

Ernst Sylvius von Prittwitz (* 2. Februar oder 13. Januar 1729 oder 1730 in Oels, Niederschlesien; † 6. Juli 1800 in Rathenow bei Berlin) war königlich preußischer Generalleutnant, General-Adjutant und General-Remonte-Inspekteur der Kavallerie.

## Familie
Prittwitz entstammte dem alten, weit verzweigten schlesischen Adelsgeschlecht derer von Prittwitz und war der Sohn des Konsistorialpräsidenten, Württembergisch-Oelsnischen Landeshauptmanns und Gutsbesitzers Kaspar Leonhard Moritz von Prittwitz, Herr auf den Gütern Schmoltschütz und Netsche (Kr. Oels), Dammer (Kr. Namslau) und Steine (Kr. Groß Wartenberg), und der Ludowika Sophie Luise von Siegroth (Haus Grüttenberg).
Er heiratete am 8. April 1764 die verwitwete Johanna Christiane Anders (von Skrbensky?) (* 1739; † 12. Februar 1815).

## Militärischer Werdegang
In jungen Jahren stand Prittwitz zunächst in dänischen Kriegsdiensten. Nach Rückkehr zum preußischen Militär diente er im Dragoner-Regiment Nr. 2 („von Schwerin“, später „von Blankensee“) bis zum Rang eines Kapitäns (Hauptmann) (1764).
Während des Siebenjährigen Krieges nimmt er an den Schlachten, Gefechten und Belagerungen von Prag, Striegau, Breslau, Leuthen, Liegnitz, Kunersdorf, Meißen, Freiberg, Dresden, Neisse und Lindewiese teil. In der Schlacht bei Kunersdorf wurde er verwundet.
Nach dem Krieg ist er als Brigade-Major in der Remonte eingesetzt. In dieser Dienstzeit wurde ihm bei der Verfolgung zweier Deserteure in Waldau ein Auge ausgeschossen.
1784 wurde Prittwitz zum Oberst befördert. Im Auftrag und in Vertretung des erkrankten Königs Friedrich Wilhelm II. nahm er 1786 eine Parade der schlesischen Kavallerie ab. Von dieser Parade zurückgekehrt, wurde er vom König zum General-Adjutanten und General-Inspekteur der „Remonten“ ernannt.
Im Jahr 1789 wurde er Generalmajor und 1795 Generalleutnant.
In den Jahren 1764–1782 hatte er das Gut Maßlisch-Hammer im Landkreis Trebnitz besessen.

## Ehrungen
- Präbenden-Stelle beim Domstift in Halberstadt (durch König Friedrich Wilhelm III. 1798)

## Orden und Ehrenzeichen
- Roter Adlerorden 1. Klasse